# Nemilkov (nádraží)
Nemilkov je železniční stanice v severovýchodní části obce Velhartice, v místní části Nemilkov, v okrese Klatovy v Plzeňském kraji nedaleko řeky Ostružné. Leží na jednokolejné neelektrizované trati Horažďovice předměstí – Domažlice. Asi 150 metrů jižně od stanice je umístěno městské autobusové nádraží.

## Historie
Stanice byla vybudována státní společností Českomoravská transverzální dráha (BMTB), jež usilovala o dostavbu traťového koridoru propojujícího již existující železnice v ose od západních Čech po Trenčianskou Teplou. Dne 1. října 1888 byl zahájen pravidelný provoz v úseku z Klatov do Horažďovice předměstí, kde se napojila na trať společnosti Dráhy císaře Františka Josefa (KFJB) spojující Vídeň, České Budějovice a Plzeň. Vzhled budovy byl vytvořen dle typizovaného architektonického vzoru shodného pro všechna nádraží v majetku BMTB. V areálu nádraží bylo vystavěno též nákladové nádraží či bytové domy pro drážní zaměstnance.
Českomoravská transverzální dráha byla roku 1918 začleněna do sítě ČSD.

## Popis
Nacházejí se zde dvě nekrytá úrovňová nástupiště jedno vnější a jedno jednostranné mezi kolejemi s příchodem pomocí přechodu přes kolej.